# Mihnea Rădulescu
Mihnea Rădulescu (n. 17 septembrie 2005, Ploiești, România) este un fotbalist român, care joacă la Petrolul în SuperLiga României. Pe plan internațional, are prezențe la națională pentru România Sub-19 și România Sub-21.